# Јагнопци
Јагнопци (енгл. Yaghnabis, рус. Ягнобцы) или Јагноби, како су још познатији, су ирански народ који живи у државама централне Азије, а највећи број њих тренутно живи на просторима средњег Таџикистана.

## Име и поријекло
Таџици који живе у горњим крајевима ријеке Јагноб увијек су се разликовали од Јагнопаца, како их Таџици још називају Галчи. Руски оријенталиста А. Кун, који је 1870. године посјетио долину Јагноб, вјероватно је био први Европљанин који је примјетио да се ту говори више језика. Још два Европљанина, Р. Гото и Х. Јункер, отпутовали су у долину Јагноб 1913. године. Прво забележено спомимање јагнопског језика било је 1870. године.

## Станиште
Јагнопци насељавају приједјеле високих планина. Живе у 22 села на обалама ријеке Јагноб, у средњем Таџикистана, и на горњим крајевима ријеке Зеравшан. Долина Јагноб се сматра најнепроходнијом долином у региону. Доња села налазе се на око 2.500 метара изнад нивоа мора. Њехова села су окружена високим планинама на сјеверу и југу, па је то и један од главних узрока географске изолације захваљујући којој је ова мала етничка група преживјела до данас. У 16. и 17. вијеку дио припадника овог народа се преселио у долину ријеке Варзоб гдје још увијек живе у пет села. Неколико породица Јагнопца такође живи у долини реке Харангон. Административно, људи долине Јагноб формирају једну заједницу, са центром у Думзои који припада Ајнинском округу. Међутим, како је негдје записано, у другој половини прошлог вијека Јагнопци су морали да се исељавају на југ због недостатка земље. До краја двадесетих година њихова нова територија је пала под утицај Таџика. Према запажањима М. Андрејева у селима (од њих 20) у средини долине Јагноб, још увијек се говорио јагнопски језик и крајем двадесетих година 20. века. У четири горња села и у два села у подножју говорио се и таџички језик.

## Становништво
Према подацима са пописа из 1926. године, број Јагнопаца је био 1.800, а број је остао исти све до 1939. године. Према процјенама које је направио М. Богољубов 1966. године број домаћих говорника овог народа је вићи од 2.000, док је 1952. године у долини Јагноб било око 1.794 људи, а око 900 на другим мјестима. Према истраживачу, А. Хромову, 1972. године ситуација незнатно промјењена. Број Јагнобаца који је говорио матерњим језиком је био 1.509 у долини Јагноб и око 900 на другим мјестима.
| Година | Број становништва |
| ------ | ----------------- |
| 1926.  | 1 800             |
| 1939.  | 1 800             |
| 1952.  | 2 600 (Богољубов) |
| 1966.  | 2 000 (Богољубов) |
| 1972.  | 2 409 (Хромов)    |

## Језик
Поријекло јагнопског језика дуго времена није било познато. Када су стари текстови писани на согдијском нађени у источном Туркистану почетком овог вијека, постало је очигледно да јагнопски језик води поријекло од древног согдијског језика, који припада иранској групи индоевропских језика. Постоје различити дијалекти овог језика, углавном повезани са посебностима места становања њихових говорника (класификација М. Андрејева): 1. језик села на осенченој страни долине Јагноб; 2. језик села на сунчаној страни долине Јагноб; 3. језик села у горњем дијелу долине реке (1957. године било је само два села, Де Баланд и Пискон); 4. језик села смјештених на обалама лијеве притоке реке Јагноб.
У академској литератури најчешће се сусрећу источни и западни дијалекти јагнопског језика, али различити истраживачи се не слажу гдје се налази линија разграњичења. Сви говорници језика овог народа су двојезични, говорећи осим матерњег и таџички језик. Према опису Н. Малитског о језичкој ситуацији двадесетих година, двојезичност је била универзална међу мушкарцима, али је било и много мушкараца који су говорили и узбечки језик, док је мали део жена и дјеце говорио само један језик. 
До 17. вијека согдијски језик, језик од којег је настао јагнопски, широко се говорио у долинама Зеравшана и Кашкадарије, у Усрушану (подручју између Самарканда и Хоџента) и у долини Фергана. Након тога таџички је постепено потиснуо согдијски језик. Преживео је као језик мале етничке групе Јагнопци, у маргиналном планинском подручју у горњем дијелу долине Зеравшана, и у долинама Фандарије и Јагноба. 
Један од разлога за опстанак јагнопског језика, наводно је релативно касна исламизација. Јагнопци су били присиљени да преузму ислам као вјеру, ако се вјерује у таџичку изреку: „Јагнопци су преведени у ислам сјекиром”. Чак и крајем двадесетих година, они су остали поносни на свој идентитет и језик. У Кансу старија генерација је говорила јагнопским језиком, док су млади почели да користе таџички језик. Становници села Бидиф говорили су разумно добар таџички. М. Андрејев објашњава ово, наводећи да се село налази у близини Дарги пролаза, кроз који се одвија већина кретања становника у долини Јагноб. Таџички језик се такође научио кроз рад миграната који је био посебно популаран код људи са планинске стране овог подручја, гдје је дошло до недостатка обрадивог земљишта. У пустој години људи су отишли у великом броју, како би избјегли глад, па су се селили у равнице. 
Током совјетских година започело се са производњом памука на равницама Туркменистана и у граду Бухара, у Узбекистану, а сиромашнији су долазили са планина како би зарадили мало новца на памучним пољима. Таџички језик се најмање говорио у селима Кул и Сакен. Јагнопци, који су се преселили у долину Ванџ, до краја двадесетих година прошлог вијека усвојили су таџички језик, јер „језик дједова није био добар”. 
Односи између Таџика и Јагнопца су вијековима били односи освајача и освојених. Истраживачи су примјетили презирујући став Таџика према Јагнопцима. У ранијим временима Јагнопци су користили „тајни” језик који је онемогућио Таџике да их разумију у њиховој комуникацији. Сада, пошто су Јагнопци постали више слични Таџицима у својој култури и језику, овај „тајни” језик губи свој значај. Утицај Таџика на језик Јагнопца није био ограничен само на рјечник (више од половине ријечи је таџичког порјекло, а касније позајмљене ријечи задржале су свој облик таџичких ријечи), али је такође очигледан у синтакси и, чак до одређене мјере, у морфологији (неке граматичке карактеристике таџичког језика ушле су и у језик Јагнопаца). 
Утицај Таџика постао је нарочито интензиван током совјетског периода: друштвени живот је био реорганизован, дјеца су морала присуствовати школама у којима је таџички језик обавезан, а све више људи напуштало је своје домове и одлазило у Душанбе и у насеља у долини Гисара, гдје су живјели заједно са Таџицима, Русима и Узбецима. Ријетко су се враћали у долину Јагноб. Утицај руског језика на Јагнопце и, у мањој мери, утицај турских језика, остваривао се преко Таџика. Узбечке и киргиске позајмљење ријечи у језик Јагнопца су дошли преко језика пастира.

## Историја
Подручје и име Јагнопаца је први пут поменуто (као Игноу, Јагнау) од стране Георга вон Мејендорфа који је 1820. године путовао са руском амбасадором у Бухару. Од тада је настао назив Галчи за људе на које су наишли на тим просторима. Колико је познато, историја Јагнопаца је историја узастопних пораза, више пута су их покоравали неки јачи сусједи. Према усменом предању, неко време су Јагнопци били под влашћу Дарваза. Почетком 19. вијека Јагнопци су били прикључени емирату Бухара. Локални владари, бекси, били су етнички Таџици.

## Култура
Због географске изолације, интелектуална и материјална културна добра Јагнопца задржала су неке веома занимљиве старе облике. Јагнопци су углавном пољопривредници, упркос недостатку земљишта у њиховом региону. На десној обали ријеке, изложене сунцу, ораница је оскудна, док на лијевој обали, у сјенци планина, има више обрадивих површина, али не довољно светлости или топлине. Села у горњим крајевима реке Јагноб окружене су добрим пашњацима, али ове области су заузете од стране Таџика. Међу усјевима које расту на пољима су јечам, пшеница и грашак. Већина воћа које успјева је кратког вијека. Њихова села су мала, јер куће морају бити смјештене у близини наводњених поља. Како нема много шуме на њиховом подручју, они граде камене куће, и то тако што их граде једну до друге и то све ради лакшег живота заједнице. Одређени послови су специфични за полове, на примјер, поља наводњавају само мушкарци, док животиње на љетњим пашњацима чувају и угајају жене. Зими велике групе мушкараца (25-100) иду у лов. Награда из тог лова за коју се углавном надају је дивља коза. Пошто воће и поврће слабо успјева Јагнопци су принуђени да их набављају у другим селима.

## Писмо
Јагнопци немају писани језик. Међутим, познато је (запажања М. Кордејева 1920. година) да они понекад правили биљешке на свом језику, али користећи арапско писмо, тако да их Таџици нису могли разумјети. Филолози су почели да се интересују за јагнопски језик на почетку овог вијека када су у кинеском делу Туркистана пронађени стари текстови писани на согдијском језику. Од тада се вјерује да је језик Јагнопаца један од дијалеката согдијског језика. Ипак, објављено је изузетно мало јагнопских текстова.